# Tender Prey
Tender Prey je páté studiové album rockové skupiny Nick Cave and the Bad Seeds, vydané v září 1988 u vydavatelství Mute Records. Jeho producentem byl Flood spolu se členy skupiny. Albu předcházelo vydání singlu „The Mercy Seat“.

## Seznam skladeb
| Pořadí | Název                 | Délka |
| ------ | --------------------- | ----- |
| 1.     | The Mercy Seat        | 7:17  |
| 2.     | Up Jumped the Devil   | 5:16  |
| 3.     | Deanna                | 3:45  |
| 4.     | Watching Alice        | 4:01  |
| 5.     | Mercy                 | 6:22  |
| 6.     | City of Refuge        | 4:48  |
| 7.     | Slowly Goes the Night | 5:23  |
| 8.     | Sunday's Slave        | 3:40  |
| 9.     | Sugar Sugar Sugar     | 5:01  |
| 10.    | New Morning           | 3:46  |

## Obsazení
Nick Cave and the Bad Seeds
- Nick Cave – zpěv, klavír, varhany, harmonika, tamburína, vibrafon
- Mick Harvey – baskytara, kytara, bicí, perkuse, klavír, varhany, doprovodné vokály
- Blixa Bargeld – kytara, doprovodné vokály
- Roland Wolf – klavír, varhany, kytara
- Kid Congo Powers – kytara, doprovodné vokály
- Thomas Wydler – bicí

Ostatní
- Hugo Race – kytara, doprovodné vokály
- Gini Ball – smyčcové nástroje
- Audrey Riley – smyčcové nástroje
- Chris Tombling – smyčcové nástroje
- Ian Davis – doprovodné vokály